# 不列颠新共产党
不列颠新共产党（英語：New Communist Party of Britain，缩写为NCP）是英国的一个共产主义政党。该党成立于1977年，分裂自大不列颠共产党。它的意识形态是共产主义、马克思列宁主义、反修正主义。它的政治立场是极左翼。它的总书记是安迪·布鲁克斯。它的总部位于伦敦。它是共产党和工人党国际会议的成员。该党出版周报《新工人》。